# Gmina zbiorowa Hage
Gmina zbiorowa Hage (niem. Samtgemeinde Hage) – gmina zbiorowa położona w niemieckim kraju związkowym Dolna Saksonia, w powiecie Aurich. Siedziba administracji gminy zbiorowej znajduje się w mieście (niem. Flecken)  Hage.

## Podział administracyjny
Do gminy zbiorowej Hage należy pięć gmin, w tym jedno miasto (Flecken):
1. Berumbur
2. Hage
3. Hagermarsch
4. Halbemond
5. Lütetsburg